# アート・スチューデンツ・リーグ・オブ・ニューヨーク

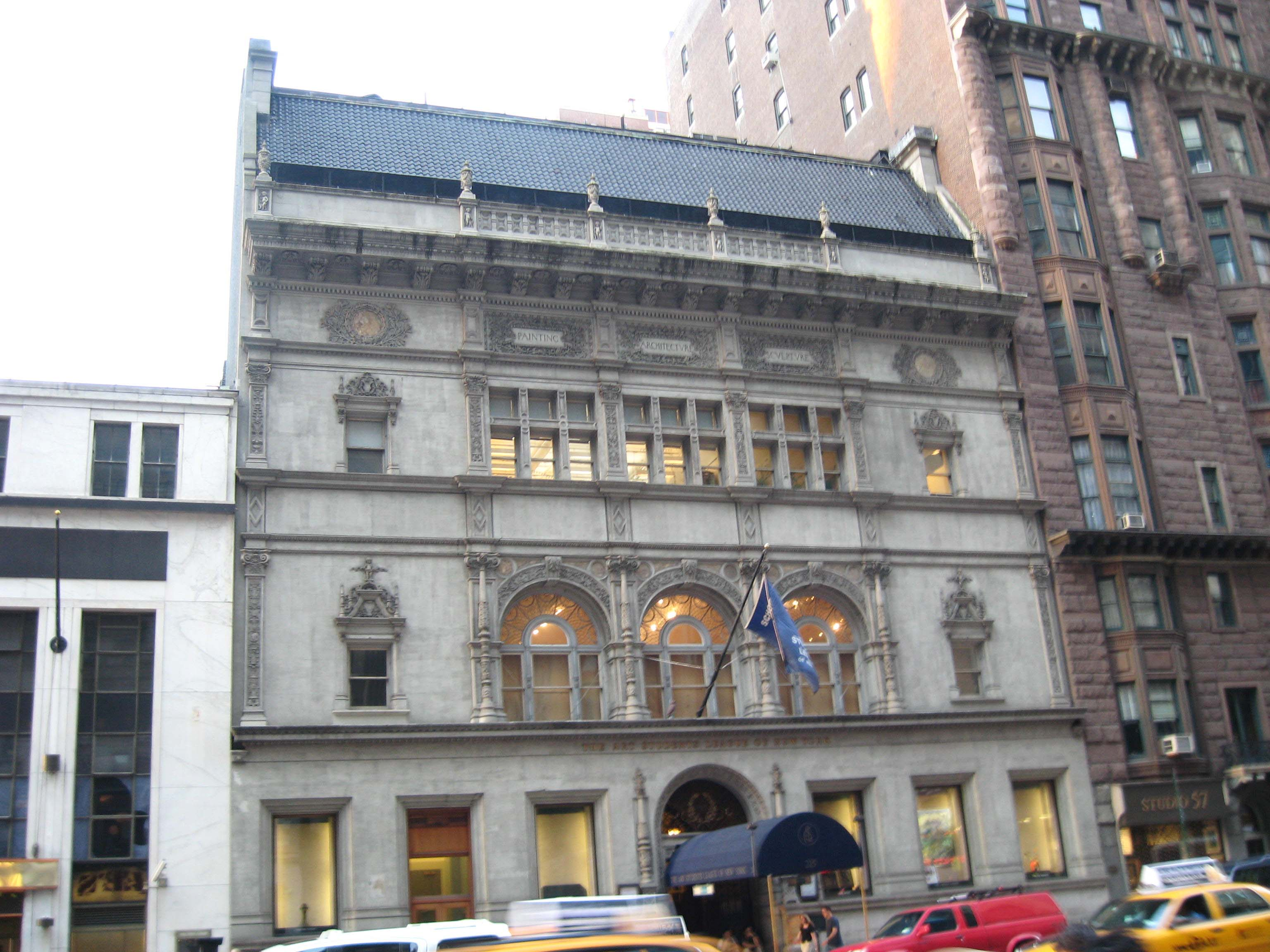
西57番街のファイン･アーツ･ビルディング

アート・スチューデンツ・リーグ・オブ・ニューヨーク（The Art Students League of New York）は、1875年に設立されたニューヨーク市マンハッタン区の西57丁目にある美術学校。単に、アート・スチューデンツ・リーグ、もしくは、リーグと呼ばれる。
リーグは、アマチュアからプロのアーティストまで幅広く受け入れることで知られ、150年にわたって、全ての社会的階級の学生に対応するため、柔軟なスケジュールと手頃な価格帯の授業を提供するという伝統を保持している。アーティストがフルタイムで勉強しても、いかなる学位もなく、この型にはまらないスタイルがリーグの特徴でもある。19世紀から現在に至るまで、その生徒と教師の中には数多くの重要なアーティストが在籍し、芸術界において影響力ある芸術学校となり、芸術運動の一因となった。
リーグは学生と教師陣の重要な作品を永久コレクションし、LINEAという芸術季刊誌を出版している。この雑誌名は、古代ローマの歴史家大プリニウスの記録にあるギリシアの有名な画家アペレスのものとされる言葉「Nulla Dies Sine Linea」、即ち「線を引かぬ日はなし」からの引用で、リーグのモットーでもある。

## 歴史
1875年、ナショナル・アカデミー・オブ・デザインの保守的な学科課程に不満を抱いた学生たちは、アーティストの学ぶ場として教育的柔軟性と多様性を求めて、アート・スチューデンツ・リーグを設立した。多くの女性を含む離脱した学生たちは、はじめ16丁目と5番街の賃貸ルームを拠点として活動しはじめた。
1877年、ナショナル・アカデミー・オブ・デザインが典型的ではあるが、より自由化された学科課程を再開したとき、リーグはその目的を果たしたとの意見があった、しかし、リーグに属する学生たちは、リーグの存続を票決した。この形成期からの有名なリーダーに、画家トマス・エイキンズと彫刻家オーガスタス・セント＝ゴーデンスがいた。続々と増え続ける会員によって、リーグはより大きなスペースに移転せざるを得なくなった。
1889年、米国芸術家協会（the Society of American Artists）と建築リーグ（Architectural League）に加わって、米国芸術協会（the American Fine Arts Society＝AFAS）の設立に参加した。AFAS創設者の一人である建築家ヘンリー・ハーデンバーグ（Henry Hardenbergh）のフランス・ルネサンス様式の設計による建物は、ニューヨーク市指定の歴史建造物であり、史跡の国家登録にも載せられている。
ノーマン・ロックウェルは自身の伝記「イラストレーターとしての私の冒険」の中で、1900年代初期に若者としてリーグで学んだことを洞察力をもって語っている。リーグの人気は画家トーマス・ハート・ベントンのような教師のもとで1920年代から30年代も持続した。その生徒には若いジャクソン・ポロックや他の1940年代までに著名になる前衛的なアーティストたちが含まれていた。
第二次世界大戦後、リーグは革新的なアーティストに対して、影響を与え続け、抽象表現主義派やポップアーティストそして芸術界で活発に活動していたサイ・トゥオンブリー、ジェームズ・ローゼンクイスト、ヘレン・フランケンサーラー、リー・ボンテクー、イーバ・ヘス、ロバート・ラウシェンバーグ、アイ・ヘルド、ノックス・マーティン、ロイ・リキテンスタイン、ドナルド・ジャッドらは経歴の初めにリーグで学んでいる。
2010年以降も、リーグはニューヨーク市のアートライフの重要な位置にある。リーグの芸術界における独特の重要性は1960年代の間に縮小したが、その理由は、現代美術教育の場としてより大きな学界が出現したことと、ミニマリズム、写真、コンセプチュアル・アートという新たな芸術手法によって没個性的で間接的な表現へと向かう芸術界の変動などにあった。しかしながら、リーグは現在も多種多様な活気ある若いアーティストたちを引きつけ続け、具象と抽象のどちらにおいても「人間の手で作られる芸術」を貫く姿勢を継続している。この重要性は、最初に掲げたミッションである「リーグに訪れる全ての者が、財力または技術のレベルに関係なく、全てのアートの授業とスタジオへ出入りすることを可能とする」の継続において見られる。

## 著名な教師と講師
初期より、リーグは有名なプロのアーティストを講師として雇用した。ほとんどの雇用期間は1，2年だったが、彫刻家ジョージ・グレイ・バーナードなど何人かは極短期間だった。
数十年教えた者として、特にジョージ・ブリッジマンは人物画と美術解剖学のクラスを45年間教え、70,000人の生徒を教えたと伝えられている。ブリッジマンの後継者は、ロバート・ビバリー・ヘイルであった。他に長年教えた講師は、彫刻家ウィリアム・ゾラハ（30年）、ホセ・デ・クリーフト、アメリカ印象派のウィリアム・メリット・チェイス（20年以上）、ロバート・ブラックマン（19年）、1930年代から1990年代まで教えたウィル・バーネットがいる。初めての日本人講師は、画家の国吉康雄であり、1933年から亡くなる直前の1953年まで20年間教鞭をとった。また、彫刻家の斎藤誠治は、1998年より2022年までの24年間教鞭をとり、吉野美奈子を指導した。

## 著名な教師
- ウォルター・シャーロー (1838-1909)
- ウィリアム・メリット・チェイス (1849-1916)
- ジェニー・オーガスタ・ブランズクーム (1850-1936)
- ジェームズ・キャロル・ベックウィズ (1852-1917)
- ジュリアン・オールデン・ウィアー (1852-1919)
- ジョン・ヘンリー・トワックトマン (1853-1902)
- エミール・カールセン (1853-1932)
- ラヴェル・バージ・ハリソン (1854-1929)
- ケニオン・コックス (1856-1919)
- ジョセフ・ペネル (1857-1926)
- アーサー・ウェズリー・ダウ(1857-1922)
- ハリー・シドンズ・モウブレー (1858-1921)
- フレデリック・チャイルド・ハッサム(1859-1935)
- ロバート・ルイス・リード (1862-1929)
- ロバート・ヘンライ (1865-1929)
- ジョージ・ブリッジマン (1865-1943)
- ジョージ・ラクス (1867-1933)
- アン・ゴールドスウェイト (1869-1944)
- ジョン・スローン (1871-1951)
- ヴォイチェフ・プライシグ (1873-1944)
- ハンス・ホフマン (1880-1966)
- ウィリアム・ゾラック (1887-1966)
- ジョージ・グロス (1893-1959)
- 国吉康雄 (1889-1953)
- 斎藤誠治 (1933-)

## 著名な卒業生
- ウィンスロー・ホーマー (1836-1910)
- フレデリック・ステュアート・チャーチ (1842-1924)
- エリザベス・コフィン (1850-1930)
- セオドア・ロビンソン (1852-1896)
- パティ・プレイザー・サム (1853-1926)
- レオナード・オクトマン (1854-1935)
- エマ・ランパート・クーパー (1855-1920)
- チャールズ・ウォーレン・イートン (1857-1937)
- エリザベス・フォーブス (1859-1912)
- エリザベス・ナース (1859-1938)
- アマンダ・ブリュースター・シーウェル (1859-1926)
- クララ・マクチェスニー (1860-1928)
- セオドア・アール・バトラー (1861-1936)
- E・W・ケンブル (1861-1933)
- フレデリック・レミントン (1861-1909)
- アーヴィング・ラムゼー・ワイルズ (1861-1948)
- チャールズ・コートニー・カラン (1861-1942)
- フレデリック・ウィリアム・マクマニーズ (1863-1937)
- フィリップ・レスリー・ヘール (1865-1931)
- ルイーズ・コックス (1865-1945)
- エドワード・ペンフィールド (1866-1925)
- 江藤源次郎 (1867-1924)
- ウィリアム・グラッケンズ (1870-1938)
- フローリン・ステットハイマー (1871-1944)
- クラーク・ヴォーリーズ (1871-1933)
- アルバート・ハーター (1871-1950)
- チャールズ・ウェブスター・ホーソン (1872-1930)
- フローレンス・ケイト・アプトン (1873-1922)
- アーネスト・ローソン (1873-1939)
- メイ・ウィルソン・プレストン (1873-1949)
- ジェーン・デ・グレーン (1873-1961)
- フレデリック・カール・フリージキー (1874-1939)
- フランクリン・ブース (1874-1948)
- ガートルード・ヴァンダービルト・ホイットニー (1875-1942)
- エレン・エメット・ランド (1875-1941)
- エドマンド・グリーセン (1876-1949)
- ジョセフ・ステラ (1877-1946)
- マースデン・ハートレー (1877-1943)
- ジェームズ・モンゴメリー・フラッグ (1877-1960)
- フィリップ・グッドウィン (1881-1935)
- デーヴィッド・ミルン (1882-1953)
- 戸張孤雁 (1882-1927)
- ジョージ・ベローズ (1882-1925)
- 高村光太郎 (1883-1956)
- 佐々木精治郎 (1885-1971)
- 木山義喬 (1885-1951)
- モーガン・ラッセル (1886-1953)
- ジョージア・オキーフ (1887-1986)
- 国吉康雄 (1889-1953)
- プレストン・ディキンソン (1889-1930)
- マン・レイ (1890-1976)
- セドリック・ギボンズ (1893-1960)
- ロイス・レンスキー (1893-1974)
- ワンダ・ガアグ (1893-1946)
- 北川民次 (1894-1989)
- ノーマン・ロックウェル(1894-1978)
- 石垣栄太郎 (1898-1958)
- アレクサンダー・カルダー (1898-1976)
- ベン・シャーン(1898-1969)
- ウォルター・ランツ (1899-1994)
- ルイーズ・ネヴェルソン (1900-1988)
- ロバート・ビバリー・ヘイル (1901-1985)
- マーク・ロスコ (1903-1970)
- アドルフ・ゴットリーブ (1903-1974)
- クローデット・コルベール (1903-1996)
- イサム・ノグチ(1904-1988)
- ポール・カドムス (1904-1999)
- アーマン・マヌーキアン (1904-1931)
- バーネット・ニューマン (1905-1970)
- デイビッド・スミス (1906-1965)
- 野田英夫 (1908-1939)
- クレメント・グリーンバーグ (1909-1994)
- ルイーズ・ブルジョワ (1911-2010)
- ジャクソン・ポロック (1912-1956)
- ポール・ランド (1914-1996)
- カルメン・ヘレラ (1915-)
- 小橋川秀男 (1917-2001)
- ロイ・リキテンスタイン (1923-1997)
- グロリア・ヴァンダービルト (1924-2019)
- エド・エムシュウィラー (1925-1990)
- ロバート・ラウシェンバーグ (1925-2008)
- サイ・トゥオンブリー (1928-2011)
- ドナルド・ジャッド (1928-1994)
- ヘレン・フランケンサーラー (1928-2011)
- ラリー・リーバー (1931- )
- フランク・ステラ (1936- )
- ピーター・マックス (1937-)
- 葉祥明 (1946-)
- 吉野美奈子 (1966-)
- 服部夏子 (1987- )
- 岡本泰彰 (1980- )

## リーグで学んだ著名な日本人
- 荻原碌山 - 彫刻家
- 高村光太郎 - 彫刻家、詩人
- 吉野美奈子 - 彫刻家、画家
- 清水登之 - 画家
- 国吉康雄 - 画家
- 石垣栄太郎 - 画家
- 北川民次 - 洋画家、児童美術の教育者
- 葉祥明 - 絵本作家、画家、詩人
- 山本紅浦 - 墨絵画家、Koho School of Sumi-e設立者
- 服部夏子 - 芸術家
- 深作秀春 - 眼科医、美術家